# Paradis
 Der er for få eller ingen kildehenvisninger i denne artikel, hvilket er et problem. Du kan hjælpe ved at angive troværdige kilder til de påstande, som fremføres i artiklen.

 Ikke at forveksle med Paradise Hotel (flertydig). For alternative betydninger, se Paradis (flertydig). (Se også artikler, som begynder med Paradis)
Paradis kommer fra det persiske ord پرديس pairidaeza, der betyder have. Ordet bruges både religiøst såvel som ikke-religiøst.

## Religiøst
I det Nye testamente forekommer ordet paradis i Lukas evangeliet kap. 23 vers 43, 2. Korinterbrev kap. 12 vers 4 og Johannes' Åbenbaring kap. 2 vers 7. Paradis bliver normalt identificeret med Edens have eller med Himmelen. Oprindeligt en have med en mur omkring, som siden uddrivelsen af Adam og Eva blev bevogtet af keruber og et flammesværd. De fleste kristne trosretninger betragter Paradis som stedet, de retfærdige kommer hen efter Guds dommedag.

### Edens have
Edens have (hebraisk: Gan Ēden – גַּן עֵדֶן, arabisk: jannato aden – جنة عدن) bliver beskrevet i Første Mosebog som stedet hvor den første mand, Adam, og den første kvinde, Eva, levede efter at de blev skabt af Gud.

### Det jordiske Paradis
I Dantes Guddommelige Komedie hentyder Dante til Paradis som "det jordiske Paradis," en skøn have eller skov på toppen af et fjernt jordisk bjerg, hvor afdøde, frelste sjæle opholder sig inden opstigningen til Himlen.

## Ikke-religiøst
Ikke-religiøst bruges ordet "paradis" som et vidunderligt sted, eksempelvis omtales nogle rejsemål som værende et "ferie-paradis". Det kendes også fra realityshowet Paradise Hotel.
Det findes også som stednavn flere steder, f.eks. Paradiset ved Borresø syd for Silkeborg, og Paradisbakkerne på Bornholm.